# Antonio Scaduto
Antonio Scaduto, född den 1 december 1977 i Augusta, Italien, är en italiensk kanotist.
Han tog OS-brons i K-2 1000 meter i samband med de olympiska kanottävlingarna 2008 i Peking.